# Taake
Taake (pronunciado "Toh-keh" en Noruego) es una banda de Black metal de Bergen, Noruega. El nombre se traduce como niebla. La banda se formó en 1993.

## Historia
En 1993, Ørjan Stedjeberg, más conocido como Ulvhedin Høst (a menudo escrito Hoest), formó la primera versión de Taake bajo el nombre de Thule, junto con Svartulv, que sólo tenía 12 años de edad en aquel entonces. Thule lanzó dos demos, Der Vinterstormene Raste en 1993 y Omfavnet Av Svarte Vinger en 1994. En algún momento entre el lanzamiento de su penúltima demo Manndaudsvinter y su última demo Koldbrann i Jesu Marg, la banda cambió su nombre a Taake, siendo este nombre representativo de la banda como inspiración sobre la base de la niebla que hay la mayor parte del año en las 7 montañas que rodean Bergen (Ulriken, Fløyen, Sandviksfjellet, Lovstakken, Lyderhorn, Damsgaardsfjellet y Rundemanen). Poco después, en 1996 un EP fue lanzado llamado Koldbrann i Jesu Marg, que sería la grabación de la última maqueta que Taake pondría en libertad.
El primer álbum de larga duración de la banda fue llamado Nattestid Ser Porten Vid (La Noche ve la Gran Puerta), este trabajo fue lanzado por Wounded Love Records en 1999. El álbum fue compuesto y escrito completamente por Hoest y grabado con la colaboración de un músico de sesión apodado Tundra en bajo y batería. Fue grabado entre 1997 y 1998 en el estudio de Grieghallen a manos de Pytten ("Eirik Hundvin"). Nattestid... es la primera parte de una trilogía. Las letras y el CD están escritos en runas. Todas las letras son cantadas en noruego. El álbum está considerado por algunos como un clásico, al ser grabado antes del año 2000.
La segunda parte de las trilogías, Over Bjoergvin Graater Himmerik (El cielo llora por Bergen) fue lanzada en 2002. Una vez más, se trata de un álbum conceptual con 7 canciones teniendo como tema principal la muerte de ...Bjoergvin... (Bjoergvin era el nombre antiguo de Bergen). En este disco, colaboraron C. Corax en las Guitarras, Keridwen al bajo, y Mutt (Gaahlskagg, Trelldom, Sigfader) en la batería como músicos de sesión.
La última entrega se publicó en 2005 por Dark Essence Records, bajo el título de Hordalands Doedskvad (Canto de la muerte de Hordaland). Este álbum tiene de nuevo 7 temas representando las 7 montañas que rodean Bergen, pero muestran un cambio de estilo, (Hordaland es un condado de Noruega). Mientras que los dos álbumes anteriores fueron influenciados por el metal de los 80, este álbum se realizó de una forma más tradicional del Black metal con un estilo que recuerda a Enslaved, Bathory y a los principios de Mayhem. También el álbum tiene otros músicos para la grabación. En este álbum se incluye a Nattefrost de Carpathian Forest, Taipan (Orcustus), y Nordavind (ex-Carpathian Forest), así como los demás. En esa época, Taake toco algunos conciertos en vivo como en el Hole In The Sky Festival en Noruega, con Ivar Bjørnson de Enslaved en las guitarras.
El 8 de septiembre de 2008, Hoest anuncio a través de su página web la grabación del cuarto álbum de Taake llamado simplemente taake al igual que la banda. El álbum fue grabado por el sello propio de Hoest llamado Svartekunst Produksjoner y distribuido a través de las redes Dark Essence Records.

## Controversia
En marzo de 2007, durante un concierto en Essen, Alemania, Hoest apareció en el escenario con una esvástica pintada en el pecho. Al parecer también escupió y arrojó botellas a la audiencia. Esto dio lugar a protestas de la audiencia y la prensa que estaban en el concierto. En Alemania, el uso de la esvástica esta estrictamente prohibido por la ley y el resto de los conciertos de Taake fueron cancelados.

## Discografía
Álbumes de estudio
- 1999: Nattestid Ser Porten Vid
- 2002: Over Bjoergvin Graater Himmerik
- 2005: Hordalands Doedskvad
- 2008: Taake
- 2011: Noregs Vaapen
- 2014: Stridens hus
- 2017: Kong Vinter
- 2023: Et Hav av Avstand

EP
- 2007: Nekro
- 2008: Svartekunst (live)
- 2011: Kveld
- 2014: Kulde
- 2017: Baktanker

Demos
- 1994: Der Vinterstormene Raste (como Thule)
- 1994: Omfavnet Av Svarte Vinger (como Thule)
- 1995: Manndaudsvinter
- 1996: Koldbrann I Jesu Marg